# Збудска Бела
Збудска Бела (слч. Zbudská Belá) насељено је мјесто са административним статусом сеоске општине (слч. obec) у округу Медзилаборце, у Прешовском крају, Словачка Република.

## Становништво
| Година:    | 1994. | 2004.    | 2014.   | 2024.   |
| ---------- | ----- | -------- | ------- | ------- |
| Број људи: | 179   | 130      | 126     | 114     |
| Разлика:   |       | -27,37 % | -3,07 % | -9,52 % |

| Година:    | 2023. | 2024.   |
| ---------- | ----- | ------- |
| Број људи: | 116   | 114     |
| Разлика:   |       | -1,72 % |

Према подацима о броју становника из 2024. године насеље је имало 114 становника.